# Přestání
Přestání (německy Prestein) je malá vesnice, část obce Štědrá v okrese Karlovy Vary v Karlovarském kraji. Nachází se asi tři kilometry severozápadně od Štědré. Přestání je také název katastrálního území o rozloze 3 km².

## Historie
První písemná zmínka o vesnici pochází z roku 1379.

## Obyvatelstvo
Při sčítání lidu v roce 1921 zde žilo 102 obyvatel (z toho 51 mužů) německé národnosti a římskokatolického vyznání. Podle sčítání lidu z roku 1930 měla vesnice 96 obyvatel s nezměněnou národnostní a náboženskou strukturou.
|                                                                 | 1869 | 1880 | 1890 | 1900 | 1910 | 1921 | 1930 | 1950 | 1961 | 1970 | 1980 | 1991 | 2001 | 2011 | 2021 |
| --------------------------------------------------------------- | ---- | ---- | ---- | ---- | ---- | ---- | ---- | ---- | ---- | ---- | ---- | ---- | ---- | ---- | ---- |
| Obyvatelé                                                       | 113  | 106  | 103  | 107  | 92   | 102  | 96   | 24   | 20   | —    | —    | —    | 1    | 12   | 8    |
| Domy                                                            | 19   | 21   | 21   | 21   | 21   | 21   | 19   | 12   | —    | —    | —    | —    | 1    | 6    | 3    |
| Počet domů z roku 1961 je zahrnut v domech místní části Štědrá. |      |      |      |      |      |      |      |      |      |      |      |      |      |      |      |

## Obecní správa
Při sčítání lidu v letech 1869–1930 Přestání bylo samostatnou obcí v okrese Žlutice. V roce 1950 bylo osadou obce Lažany v okrese Toužim. Od roku 1964 je částí obce Štědrá v okrese Karlovy Vary.